# Аржелије (Од)
Аржелије (фр. Argeliers) насеље је и општина у јужној Француској у региону Лангдок-Русијон, у департману Од која припада префектури Нарбон.
По подацима из 2011. године у општини је живело 1.934 становника, а густина насељености је износила 179,24 становника/km². Општина се простире на површини од 10,79 km². Налази се на средњој надморској висини од 32 метара (максималној 220 m, а минималној 26 m).

## Демографија
| 1962. | 1968. | 1975. | 1982. | 1990. | 1999. | 2011. |
| ----- | ----- | ----- | ----- | ----- | ----- | ----- |
| 1.107 | 1.133 | 1.118 | 1.218 | 1.233 | 1.237 | 1.934 |

График промене броја становника у току последњих година